# Mitologia basca

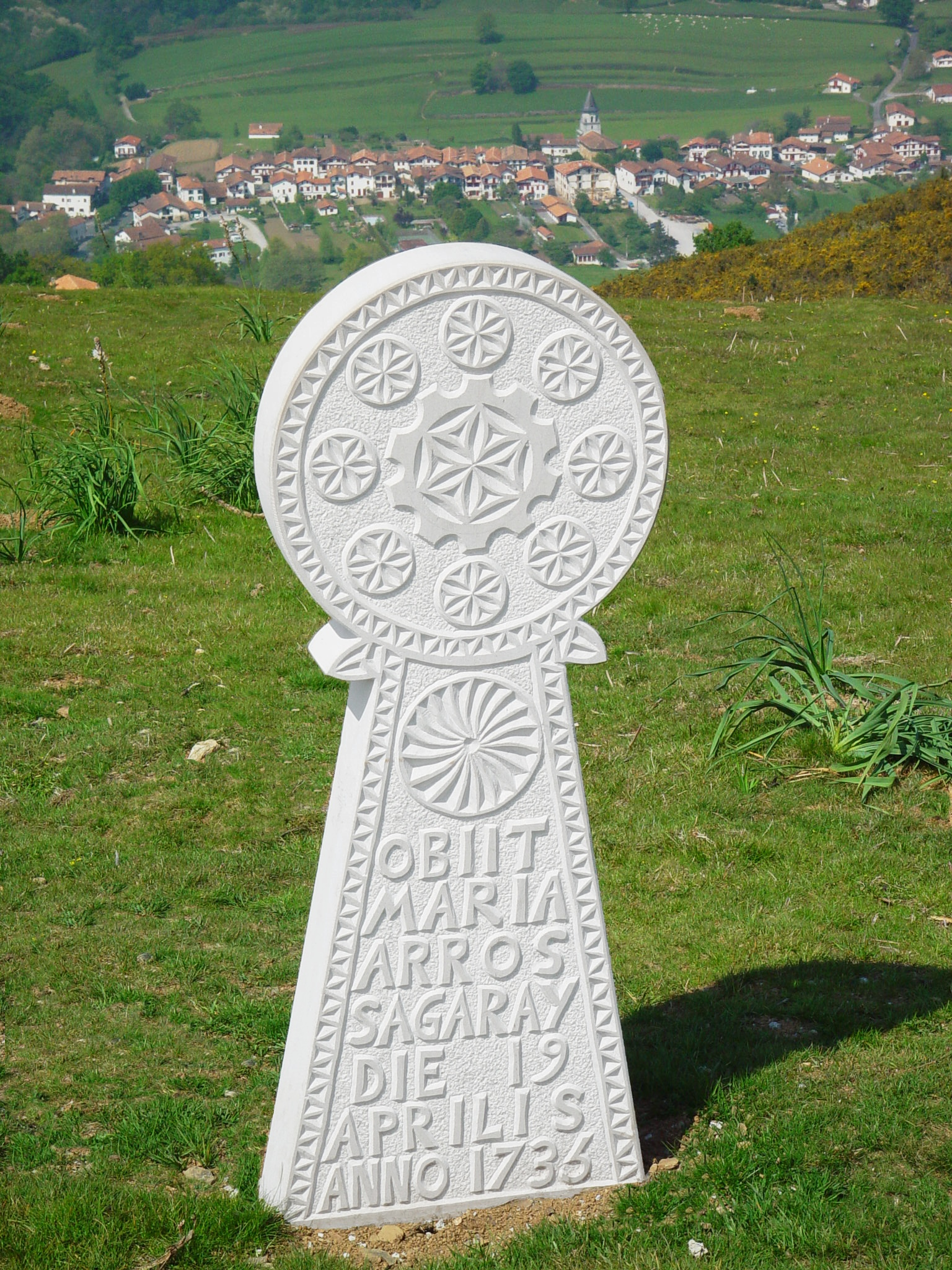
Reprodução de um Hilarri, uma lápide basca de 1736 com símbolos normalmente encontrados

A mitologia dos antigos bascos, em grande parte, não sobreviveu à chegada do cristianismo no País Basco entre os séculos IV e XI d.C. A maior parte do que se sabe sobre os elementos originais desse sistema de crenças baseia-se na análise de lendas, no estudo de topônimos e em referências históricas escassas a rituais pagãos praticados pelos bascos.
Uma importante figura deste sistema de crenças era a personagem feminina Mari. De acordo com as lendas coletadas na área de Ataun, a outra importante figura era seu marido Sugaar. No entanto, devido à escassez do material, é difícil dizer se esse teria sido o "par central" do panteão basco. Com base nos atributos dessas criaturas mitológicas, poderia ser considerado uma religião ctônica, pois todos os seus personagens residem na terra ou abaixo dela, com o céu visto principalmente como um corredor vazio através do qual as divindades passam.

## Personagens e criaturas míticas

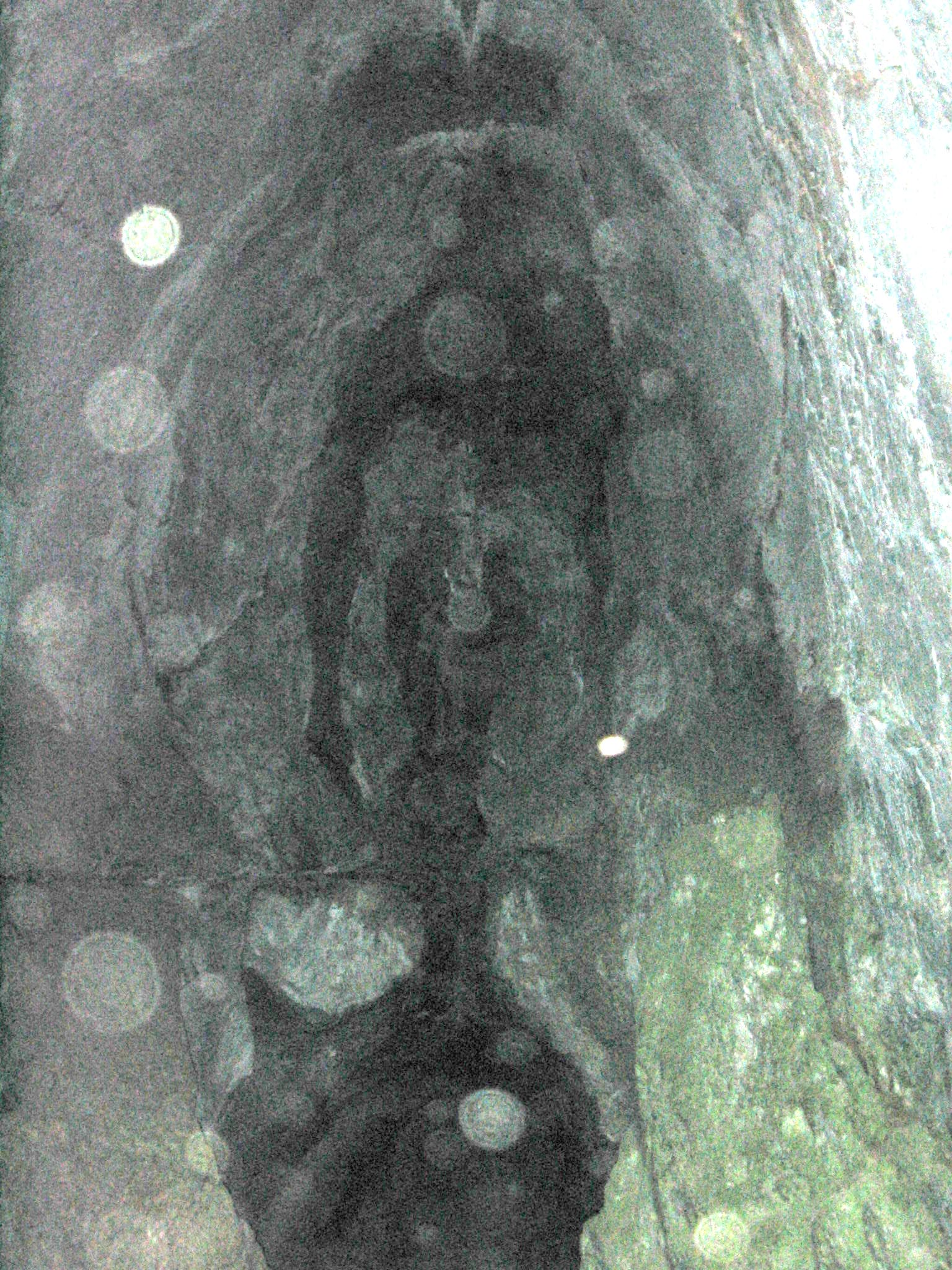
Caverna mostrando o rosto da deusa Mari